# Otávio Augusto Dias Carneiro
Octávio Augusto Dias Carneiro (Rio de Janeiro, 11 de julho de 1912 — Antuérpia, 10 de maio de 1968) foi um diplomata e político brasileiro.
Foi ministro da Indústria e Comércio durante o governo parlamentarista de João Goulart, de 19 de setembro de 1962 a 24 de janeiro de 1963, até a restauração do presidencialismo.
Foi diretor da Superintendência da Moeda e do Crédito (Sumoc).